# Iniemamocni
Iniemamocni (ang. The Incredibles) – szósty film wyprodukowany przez Pixar i Disney w formacie 3D z 2004 roku.
Premiera filmu w Polsce w kinach odbyła się 19 listopada 2004 roku z dystrybucją Forum Film Poland. 
16 marca 2005 roku film ukazał się na płytach DVD i kasetach video dzięki firmie Imperial Entertainment, na potrzeby wydania DVD zostały zdubbingowane wycięte sceny z wersji kinowej, z inną obsadą głosową.
W Polsce film został wyemitowany w telewizjach: Disney Channel (premiera 2 grudnia 2006 roku), TVP1 (premiera: 25 maja 2008 roku), Disney XD (premiera 19 września 2009 roku), TV Puls (premiera: 24 listopada 2012 roku) i Polsat. Film wyemitowany na pozostałych kanałach: Polsat Film, Puls 2 (premiera: 25 grudnia 2018 roku), HBO, HBO 2, HBO 3.

## Fabuła
Świat był kiedyś pełen superherosów, jednak w wyniku pewnego wypadku zostają oskarżeni o łamanie prawa i zmuszeni do życia tak jak normalni ludzie. Jeden z byłych bohaterów – Pan Iniemamocny – mieszka obecnie z żoną Heleną i trójką dzieci w domku na przedmieściach. Któregoś dnia dostaje szansę na powrót do dawnego zajęcia.

## Obsada
- Craig T. Nelson, jako Robert „Bob” Parr, Pan Iniemamocny (ang. Mr. Incredible) – Bob był kiedyś superbohaterem, jednak pewien niedoszły samobójca oskarżył go i jego kolegów po fachu o łamanie prawa. Teraz Bob i Helen żyją normalnie, jak za czasów ich młodości. Bob pracuje w firmie, ale zostaje zwolniony przez szefa. Pewnego dnia dowiaduje się, że Syndrom chce opanować świat. Jego mocą jest nadludzka siła.
- Holly Hunter, jako Helen Parr, Elastyna (ang. Elastigirl) – Helen była superbohaterką. Ma z mężem troje dzieci. Jej mocą jest elastyczność.
- Sarah Vowell, jako Wiola Parr (ang. Violett Parr) – córka Boba i Helen. Chodzi do ósmej klasy, często kłóci się z Maksem. Jej moc to niewidzialność i tworzenie pól siłowych. Dzięki specjalnemu materiałowi, z którego zrobiony jest jej kostium, Wiola może znikać całkowicie.
- Spencer Fox, jako Maks Parr (ang. Dashiell „Dash” Robert Parr) – syn Boba i Helen, rozrabiaka, który często kłóci się z Wiolą. Jego mocą jest super szybkość.
- Eli Fucile i Maeve Andrews, jako Jack-Jack Parr – niemowlę, synek Boba i Helen. Jack Jack z początku nie miał żadnych specjalnych mocy – dopiero pod koniec filmu okazuje się, że również ma nadzwyczajne zdolności.
- Samuel L. Jackson, jako Lucjan Best, Mrożon (ang. Frozone) – kolega Boba, również superbohater. Jego zdolnością jest zamrażanie, był świadkiem na ślubie Helen i Boba, Jego żona bardzo lubi chować mu strój.
- Brad Bird, jako Edna Mode – koleżanka Boba ze szkoły, projektantka mody. Uszyła stroje dla całej rodziny Parrów. Odznacza się niskim wzrostem i świetnym gustem.
- Jason Lee, jako Buddy Pine, Iniema-boy, Syndrom (ang. Syndrome) – główny antagonista. Jako chłopiec był fanem Pana Iniemamocnego i chciał być taki jak on. Został jednak ostro potraktowany przez swojego idola, w wyniku czego jego uwielbienie przerodziło się w nienawiść. Po latach chce zniszczyć wszystkich superbohaterów.
- Elizabeth Peña, jako Mirage – tajemnicza kobieta, która zleca zadania Panu Iniemamocnemu. Asystentka Syndroma i druga główna antagonistka. Z czasem jednak przechodzi na stronę superbohaterów, ponieważ odkrywa, że Syndroma w ogóle nie obchodzi jej los.
- Bud Luckey, jako Rick Dicker – agent rządowej agencji, zajmującej się Programem Ochrony Superbohaterów. Jest nieco zirytowany tym, że Bob ciągle wpada w kłopoty, lecz pozostaje z nim w ciepłych kontaktach.

### Wersja polska
- Piotr Fronczewski – Pan Iniemamocny (Bob)
- Dorota Segda – Elastyna (Helen)
- Karolina Gruszka – Wiola
- Filip Radkiewicz – Max
- Olga Jackowska – Edna
- Stanisław Tym – Huph
- Piotr Gąsowski – Mrożon
- Jerzy Kryszak – Dicker
- Danuta Stenka – Mirage
- Piotr Adamczyk – Syndrom
- Robert Czebotar – Głos komputera
- Wiesław Michnikowski – Pani Hogenson
- Hanna Śleszyńska – Malina
- Frank Despalles – Bomb Voyage
- Andrzej Matul – Narrator
- Tomasz Sapryk – Pan Kropp
- Andrzej Blumenfeld – Dyrektor
- Łukasz Lewandowski – Tony
- Dominika Kluźniak – Carrie
- Marcin Troński – Człowiek Szpadel

## Odbiór

### Box office
Film Iniemamocni przyniósł ponad 261 milionów dolarów z dystrybucji w Stanach Zjednoczonych i Kanadzie oraz 370 mln w pozostałych państwach; razem ponad 631 milionów przychodu z biletów, przy budżecie szacowanym na dziewięćdziesiąt dwa.

### Krytyka w mediach
Film spotkał się z dobrą reakcją krytyków. W agregatorze recenzji Rotten Tomatoes 97% z 248 recenzji jest pozytywne, a średnia ocen wystawionych na ich podstawie wyniosła 8,36 na 10. Z kolei w agregatorze Metacritic średnia ważona ocen z 41 recenzji wyniosła 90 punktów na 100.

### Nagrody
- 2 Oscary: Najlepszy Film Animowany, Najlepszy Montaż Dźwięku
  - nominacje za scenariusz oryginalny i dźwięk
- 2 nominacje do MTV Movie Awards: Najlepszy Film, Najlepszy Zespół (Craig T. Nelson, Holly Hunter, Spencer Fox i Sarah Vowell)
- Scenariusz do filmu otrzymał nagrodę Hugo w kategorii najlepsza prezentacja dramatyczna (długa forma) w 2005 roku[4].

## Kontynuacja
18 marca 2014 roku Pixar oficjalnie ogłosił, że druga część Iniemamocnych jest w produkcji. Premiera filmu Iniemamocni 2 odbyła się 5 czerwca 2018 roku.